# PANDORA (Kara迷你專輯)
《PANDORA》是韓國流行女子組合KARA繼2011年發行第三張正規專輯《STEP》後睽違一年於2012年8月22日再度發行的第五張迷你專輯。

## 專輯製作
- 本作先行於2012年8月7日通過KARA的官網公開了一張帶著問號的魔方圖片，隨後8月8日Kara的所屬社DSP Media正式宣佈：「Kara此次推出的新迷你專輯主打歌最終被定為《PANDORA》。」[2][3]
- 本次迷你專輯收錄了與專輯題目同名的主打歌《PANDORA》及其他4首歌曲。由知名作曲家韓在鎬和金承洙、Sweetune聯手打造而成[2][3]。乃是根據神創最初的女性潘多拉為主題製作，運用了Kara每個人不同的顏色進行詮釋，呈現出現代最美最具魅力的女性。猶如擁有許多秘密的潘多拉魔盒般激發歌迷的好奇心[2][3]。於2012年8月22日正午12時透過各大韓國音源網公開全曲音源，隔日正式於各大音樂通路實體發售。另於2012年9月28日發行台壓版本。（台灣獨佔限定盤）

### 音樂錄影帶
- 2012年8月13日起5日内正午通過NAVER MUSIC依序公開成員姜知英、具荷拉、朴奎利、妮可、韓昇延五人五色個別M/V teaser[4][5]，五部成員個人預告片累計22日止點擊率突破200萬次[6]。
- 2012年8月19日通過MBC Section TV演藝通信Ep.638公開Kara時隔一年回歸的M/V拍攝現場花絮。
- 2012年8月20日通過NAVER MUSIC公開絢爛光影場景與成員身著黑白雙色緊身正裝的二十秒《PANDORA》M/V預告[7]。
- 2012年8月22日正午12時起在Kara舉行新專輯發佈ShowCase前通過NAVER MUSIC公開迷你專輯主打歌曲《PANDORA》完整版M/V。男主角為韓國模特兒김재영（Kim Jae Young）。

### 造型

Pandora Poster part1.

- 2012年8月10日上午通過官網公開整體概念照，Kara身穿以深藍色和白色為主色調的服裝，展現了更加成熟與神秘的面貌。所屬社DSP Media亦表示「與概念照有著誘惑的神秘感不同新曲《PANDORA》的舞台將會展現相反的Charisma。」[8][9]
- 2012年8月13日公開的知英概念照以「老么的變身」為主題，以復古包頭搭配深藍韻味的服飾，整體散發出成熟女人的氣息。品牌提供：the studio K[10]。另預告視頻中知英強烈的亮粉色系外套，及銀藍髮色宣告Kara老么知英不同以往的破格變身[4][5]。
- 2012年8月14日公開的預告視頻中荷拉身穿緊身高腰褲與白短T恤，搭配項鍊、手鐲、戒指等裝飾，通過扎起的高馬尾劉海與煙熏妝和性感唇彩改造為強烈的形象[11][12]。與預告相反在概念照中荷拉整潔地盤起了莊重的包頭搭配高雅清新的挖背薄紗禮服，流露出濃郁的高貴氣質[13]。
- 2012年8月15日奎利概念照公開，奎利身穿典雅的白色洋裝，簡約的剪裁既典雅又不失現代感的設計由設計師Kwak Hyun Joo[14][15]所提供。另透過二十秒預告宣示「女神的歸來」，留下令人深刻印象的大波浪髮型散發著女性魅力、利用煙燻眼妝凸顯奎利獨特的外貌和背部鏤空亮紫的連身短裙呈現曼妙的身線[16]。
- 2012年8月16日公開的概念照中妮可以厚劉海高扎的編髮馬尾搭配特殊的眼妝與環繞頸面銀飾及穿上由the studio K[10]所提供的黑色皺褶連身長裙，演繹出冷傲的氣氛，而在預告中妮可翻轉的性感美引起了人們的關注。鮮橘色的連身運動服裝顯露出妮可的S線條，煙燻妝扮與自然的髮型更加升級了妮可不可一世的美貌[17][18]。
- 2012年8月17日依序為KARA中最後一位公開造型的昇延在其概念照中以一身純白的削肩長禮服搭配黑色寬腰帶呈現凹凸有致的身型，打造出與平時可愛裝扮相反的形象。而預告中昇延更進一步將成熟美與性感美發揮極致。穿著突出身材的金色迷你連身短裙，佩戴黑色腰带，呈現了完美的曲線也展現了華麗的時尚氣息，尤其裸露的後背，更展現極致的性感魅力[19][20]。
- 2012年8月20日通過官網公開第二版整體概念照，身著與10日公開版本相同的服裝，不同的是五位成員在第二版中各自站立著分別展現了個人獨特的成熟美與散發著攝人眼球的魔力。

## 曲目
| 曲序 | 曲目                  |                  | 作曲                     | 编曲                           | 时长 |
| ---- | --------------------- | ---------------- | ------------------------ | ------------------------------ | ---- |
| 1.   | WAY                   | 송수윤           | 한재호 , 김승수          | 한재호 , 김승수 , 홍승현       | 3:05 |
| 2.   | PANDORA（판도라）     | 송수윤           | 한재호 , 김승수 , YUE    | 한재호 , 김승수 , 홍승현 , YUE | 3:11 |
| 3.   | IDIOT                 | 송수윤, RoomMate | 김승수 , RoomMate        | 김승수                         | 3:24 |
| 4.   | MISS U（그리운 날엔） | 송수윤           | 한재호 , 김승수 , 안준성 | 한재호 , 김승수 , 홍승현       | 3:22 |
| 5.   | PANDORA（演奏版本）   |                  | 한재호 , 김승수 , YUE    | 한재호 , 김승수 , 홍승현 , YUE | 3:11 |

### 曲目介紹
1. Way（韓語：왜）
  - 本曲是Kara到目前未止發表過的作品中節奏最為快速的歌曲。通過獨特的歌詞與使人聯想到遊戲音效的獨特配樂，是首引人關注的迷人舞曲。青蘋果（指初戀）、被揭開面紗的Crystal（指未知他的心意）、被壓抑的眼淚（指無法傳遞我的心意）等中富含情感表達和童話般的歌詞為本曲的魅力指數作了最大限度的提升。
2. Pandora
  - 由已為Kara製作過許多Hit曲目的作曲家Han, Jae-ho、Kim, Seung-soo，Sweetune聯手費盡心血完成的主打曲目〈Pandora〉，以電子樂為基調搭配復古Funk、結合硬搖滾與流行曲風舞曲等不同元素製作而成的曲目。
3. Idiot（韓語：이디오트）
  - 是首能夠展現專屬Kara的獨特清新感與清亮旋律的愛情曲，簡短的歌詞與排列馬賽克般Synth line地可愛歌曲。
4. Miss U
  - 是首依據分手後眷戀的心境與伴隨著哀痛所呈現的歌詞和感受Jazzy旋律與編曲的歌曲。

## 成績

### 專輯排名
Gaon
| 排行榜     | 排行榜           | 最高位置 | 累計銷量   | 統計期間           |
| 數位音源榜 | 綜合單曲週榜     | #2       | 28,246,457 | 2012/08/19 - 08/25 |
| 數位音源榜 | 韓國國內單曲週榜 | #2       | 28,246,457 | 2012/08/19 - 08/25 |
| 專輯週榜   | 專輯週榜         | #1       | 70,829     | 2012/08/19 - 08/25 |
| 專輯月榜   | 專輯月榜         | #4       | 70,829     | 2012/08、09        |

- 數位音源榜指的是韓國soribada、ollehmusic、melon、bugs音源網之線上連續播放 + 下載 +BGM + 手機鈴聲銷售量總和所得結果於Gaon公佈

Hanteo
| 排行榜   | 累計銷量 | 統計期間           |
| 專輯週榜 | 14,632   | 2012/08/22 - 08/28 |
| 專輯月榜 | 42,642   | 2012/08、09        |

### 音源排名
| 排行榜   |                      |                      |                      |                      |                      |                      |                      |                      |                      |                      |        |
| Mnet     | melon                | bugs                 | ollehmusic           | Dosirak              | Soribada             | CY                   | monkey3              | Naver                | Daum                 | Billboard Korea      |        |
| 最高位置 | #1                   | #1                   | #1                   | #1                   | #1                   | #1                   | #1                   | #1                   | #1                   | #1                   | #3     |
| 備註     | [ 22 ] [ 23 ] [ 24 ] | [ 22 ] [ 23 ] [ 24 ] | [ 22 ] [ 23 ] [ 24 ] | [ 22 ] [ 23 ] [ 24 ] | [ 22 ] [ 23 ] [ 24 ] | [ 22 ] [ 23 ] [ 24 ] | [ 22 ] [ 23 ] [ 24 ] | [ 22 ] [ 23 ] [ 24 ] | [ 22 ] [ 23 ] [ 24 ] | [ 22 ] [ 23 ] [ 24 ] | [ 25 ] |

## 活動紀錄

### 新專輯發佈ShowCase
| 日期          | 時間  | 地點               |
| 2012年8月22日 | 19:00 | 首爾廣津區華克山莊 |

- 通過視頻網站YouTube、Naver、MNET、 Mnet Global全球現場直播[26]
- 當日入會者限定黑色服飾，並於該日選出最佳著裝獎贈送特別禮品[27][28]

### 發售紀念簽名會
| 日期         | 時間  | 地點                             |
| 2012年9月2日 | 19:00 | 龍山ipark購物中心4樓野外活動公園 |

### 音樂現場
| 日期                                                     | 頻道      | 節目           | 備註        |
| Miss U + PANDORA                                         |           |                |             |
| 08月24日、08月31日、09月7日（1位）、09月14日、09月21日   | KBS       | 音樂銀行       | 回 歸 舞 台 |
| 08月25日、09月1日、09月8日、09月15日、09月22日、09月29日 | MBC       | Show! 音樂中心 | 回 歸 舞 台 |
| 08月26日、09月2日、09月9日、09月16日、09月23日、09月30日 | SBS       | 人氣歌謠       | 回 歸 舞 台 |
| 08月28日（Champion Song）、09月11日、09月18日            | MBC MUSIC | Show!Champion  | 回 歸 舞 台 |
| 08月30日、09月6日、09月13日（1位）                       | Mnet      | M! Countdown   | 回 歸 舞 台 |

## 新聞事件

### 音源風波
- 經韓國newsen媒體報導，事件起於KBS的熱門廣播節目Super junior的KISS THE RADIO在2012年8月16日放送的節目中提前將kara尚未發佈的PADORA音源公開，造成了其FANS不滿。而後節目官方推特回應PANDORA音源洩漏事件：「kara的未發佈新曲在今天的放送中播出了，由於選曲者的失誤未確認專輯是否發售，現在在等待KBS審議中。請喜愛Super junior的KISS THE RADIO的各位不要分享今天的放送內容。」隔日8月17日鄭賢宰（音）PD在節目官網留言板上留下了公開道歉信表達自責之意，並對受到損害的kara和相關人員以及歌迷們表示歉意，承諾再也不會發生這樣的事情，且希望其他人也不要再傳播其音源和錄音後，此事暫告一段落[29][30]。

### 造型爭議
- 2012年8月23日韓國媒體報導，KARA的回歸服裝捲入了「過分暴露」的話題中。在22日公布的「PANDORA」M/V裡，成員外穿合身西裝外套、內搭低胸連身熱褲，其中還有一段半脫外套露出香肩的誘人舞蹈。本來想以「成熟美」為出發點的設計，卻遭到部分韓國網友批評：「這簡直是泳衣水準。」「是不是太短了啊？」「看著有些尷尬。」而成員中年紀最小的知英（18歲）也因未成年，被網友評論：「都還沒成年就走這麼暴露煽情的風格不好吧。」據悉，他們的M/V最終被判為15禁（未滿15歲禁止觀看）[31][32]。同日下午因24日即將於KBS音樂銀行進行首場回歸舞台的Kara因此事件，音樂銀行關係者通過韓國媒體XPORTSNEWS報導，針對Kara的「PANDORA」M/V過於暴露的服飾與15禁的M/V內容與舞蹈向DSP Media提出『修改服裝與重新編排舞蹈的要求』[33]，隨後DSP Media方面表示：「這次是以展現略帶性感的20歲成熟美為概念。而在M/V中為了呈現概念選擇破格的服裝，會在之後的放送舞臺以不同的服裝出演。」[34][35]，24日經過審議結果解除15禁止令。
- 2012年8月27日韓國網絡論壇，上傳了「Kara26日在SBS《人氣歌謠》新專輯的首次舞台上展現‘思念的日子裏（Miss U）’的舞台裝和世界著名品牌‘GUCCI 2008 S/S 系列’泳裝」的對比照。Kara的舞台裝只是把泳裝改為連衣裙，顏色以及蝴蝶結的位置和款式也很相似，因此遭受韓國網友指責[36]。

### 車輛違規
- 事件起於2012年8月25日Kara參加在全羅南道麗水世界博覽會現場舉辦的《第14屆中韓歌謠節》活動，在前往會場的途中，暫時將車輛停放在忠清南道公州正安休息站的殘疾人專用車位上，被現場民眾發現並拍照上傳至網路，造成一陣撻伐。8月28日上午，所屬經紀公司DSP Media，透過官方網站公開道歉，並表示「已確認了當時的情況，確實是Kara成員和工作人員的車輛，8月25日在公州正安休息站殘疾人專用車位停車了15分鐘左右。本公司向因我們不慎停車當時感覺到不便的人們和喜愛Kara的人們，深深表示歉意。日後會徹底防止再一次發生類似的情況。」[37][38]

### 意外受傷
- 2012年8月28日錄製音樂頻道MBC MUSIC音樂節目Show!Champion時，成員具荷拉因膝蓋舊疾復發於預錄演出「PANDORA」結束後跌坐舞台，經工作人員攙扶休息後繼續「MISS U（그리운 날엔）」的舞台演出[39][40][41]。

## 發行歷史
| 版本           | 售價    | 地區 | 發行日期       | 發行商          | 形式   |
| 韓國盤         | ₩15,500 |      | 2012年8月23日  | CJ E&M          | CD     |
| 日本輸出盤     | ￥1,980 | 日本 | 2012年10月31日 | Universal Sigma | CD     |
| 台灣獨佔限定盤 | NT388   | 臺灣 | 2012年9月28日  | 華納音樂        | CD+DVD |

## 外部連結
- Kara's Official website 
- Kara's Japanese Official website（页面存档备份，存于） （日語）
- Kara on Universal Music Group Japan （日語）
- YouTube上的Kara YouTube頻道
- Kara's weibo（页面存档备份，存于）
- 【Music Naver】 Kara－PANDORA專頁
- 【MNET】 KARA PANDORA SHOWCASE